# Plutarch von Byzantion
Plutarch von Byzantion († 105 in Byzantion) war Bischof von Byzantion.
Plutarch wurde 89 als Nachfolger Polykarps I. zum Bischof gewählt und blieb 16 Jahre im Amt. In seine Amtszeit fiel die Verfolgung durch Kaiser Trajan im Jahre 98.
Er wurde wie seine Vorgänger in der Kirche von Argyroupolis begraben.